# Heaven and Hull
Heaven and Hull è un album in studio del musicista britannico Mick Ronson, pubblicato nel 1994.

## Tracce
Tutte le tracce sono state composte da Mick Ronson e Sham Morris, eccetto dove indicato.

1. Don't Look Down (Colin Allen) - voce: Joe Elliott
2. Like a Rolling Stone (Bob Dylan) - voce: David Bowie
3. When the World Falls Down
4. Trouble With Me - voce: Chrissie Hynde
5. Life's a River - voce: John Mellencamp & Sham Morris
6. You and Me (Ronson, Suzanne Ronson)
7. Colour Me
8. Take a Long Line (Rick Brewster, Doc Neeson, John Brewster) - voce: Ian Hunter & Joe Elliott
9. Midnight Love (Giorgio Moroder)
10. All the Young Dudes (Live at Freddie Mercury London Tribute) (David Bowie) - voce: Ian Hunter, David Bowie, Joe Elliott & Phil Collen